# Regenerátor páry
Regenerátor páry je zařízení někdy přidávané ke sdruženým parním strojům a vícestupňovým parním turbínám.
Princip regenerátoru páry spočívá v tom, že pro ohřátí páry je třeba řádově menší energie, než pro její vyrobení z vody. U vícestupňových strojů, kde je z nějakého důvodu limitována teplota vstupující páry, je proto výhodné (je-li to technicky možné) páru mezi stupni znovu ohřát a tím zvětšit její objem.
Této techniky se využívalo u některých stabilních parních strojů. Teplota páry v parních strojích je omezena teplotou, kterou snesou používaná maziva.
V současné době se tato technika využívá například v jaderných elektrárnách s lehkovodními reaktory. U těchto elektráren je teplota páry limitována maximální teplotou vody primárního okruhu (ta je pod vysokým tlakem a nesmí dosáhnout teploty varu). Po expanzi páry sekundárního okruhu ve vysokotlakém stupni turbíny je proto z páry nejdříve v separátoru odloučena voda a poté samotná pára znovu ohřáta v regenerátoru („přihříváku“) páry. Tak vzroste při stejném tlaku její objem. Teprve poté pokračuje do nízkotlakého stupně turbíny.
Přihřívání páry se využívá též u klasických energetických bloků, kde je pára po expanzi ve vysokotlakém dílu turbíny zavedena opět do kotle a přihřáta na teplotu stejnou nebo blízkou počáteční teplotě. Tím se prodlužuje expanze páry a zvyšuje tepelná účinnost cyklu.